# Záchlumí (okres Tachov)
Záchlumí (německy Eisenhüttel) je obec v okrese Tachov v Plzeňském kraji. Nachází se pět kilometrů severně od Stříbra a devět kilometrů jižně od Konstantinových Lázní. Žije zde 479 obyvatel.

## Historie
První písemná zmínka o obci pochází z roku 1369 (tzv. Zachlum), německý název vsi zní Eisenhüttel/Eisenhüttl, který se stal názvem oficiálním po odkoupení vesnice knížetem z Löwenstein-Wertheimu. Vesnice byla pravděpodobně založena 13. století. Záchlumí bylo v majetkem města Stříbra, resp. jeho občanů až do roku 1547, kdy bylo konfiskováno a prodáno listinou z 18. října 1548 Jiřímu Markvartovi z Hrádku. Od jeho dědice, Diviše Markvarta z Hrádku, je odkoupil Jan Šebestián ze Švamberka, po smrti posledního svého rodu, Jana Bedřicha ze Švamberka, ves zdědil Jan Kryštof z Heißensteina, jenž ji dal jako věno jedné ze svých dcer, Zuzaně Antonii z Heißensteina. Ta se provdala za Jana Josefa z Vrtby. Díky ní byl v letech 1699–1701 vybudován barokní kostel. Po jeho povýšení na nejvyššího pukrabího bylo Záchlumí jakož součást panství Pána z Vrtby prodáno Karlu z Löwenstein-Wertheimu roku 1712.
Vesnice byla téměř zcela zničena, a to hned dvakrát. Během husitských válek byla vypálena křižáky, neboť její obyvatelstvo nebylo katolické, ale hlásilo se k utrakvismu. Tehdy se mělo ve vsi nacházet 12 usedlostí a jeden dřevěný kostelík. Podruhé musela čelit úplnému zničení v důsledku třicetileté války. Vesnicí se prohnalo švédské vojsko a místní sedláci museli prchnout do okolních lesů. K této události se váže legenda o švédském vojákovi, který na návsi ustřelil soše Matky Boží (patronce vesnice, jež zde byla uctívána od založení), za což byl záhy potrestán a propadl se do země. Do této doby zde převažovalo české obyvatelstvo, ale ze strachu se začali Češi ubírat do vnitrozemí a jejich místo zabrali Němci. Za pár desítek let se stalo Záchlumí německou vesnicí s názvem Eisenhüttel.
Největším zaměstnavatelem bylo místní velkostatkářství, které vlastnilo většinu půdy. Jeho nejstarší budova, sýpka, pochází z 16. století. Většina ostatních budov vznikla kolem roku 1839. V témže roce vznikla také škola (čp.1). Ta brzy přestala vyhovovat, a tak vznikla v 2. polovině téhož století nová školní budova (čp. 32), která funguje dodnes. České obyvatelstvo definitivně vymizelo po podepsání mnichovské dohody roku 1938. V roce 1945 se však do vesnice ve velkém vrátilo. Téhož roku proběhly konfiskace německých statků a po sklizních roku 1946 proběhl tzv. odsun. Ves byla přejmenována zpět na Záchlumí a stala se opět českou vesnicí.
Během druhé poloviny 20. století Záchlumí hodně ztratilo na historické hodnotě. V padesátých letech byla zbudována Státní traktorová stanice (STS), nynější OK Záchlumí. Do roku 1946 bylo ve vesnici 40 popisných čísel. Celkem 19 původních domů bylo strženo, především statky na východní a jižní straně. Roku 1958 proběhla výstavba 13 dvojdomků s 26 bytovými jednotkami. V 70. letech byly strženy poslední stodoly výše zmíněných statků a na jejich místě byly vybudovány panelové domy.
V posledních deseti letech se v obci realizovalo několik projektů – např. výstavba chodníků vedoucích ze severní části obce k mateřské škole, renovace budovy MŠ a její zahrady, renovace ZŠ a její zahrady, náves, křižovatka u MŠ nebo také výstavba nového zdroje pitné vody pro obec.

## Obyvatelstvo
| Rok            | 1869 | 1880 | 1890 | 1900 | 1910 | 1921 | 1930 | 1950 | 1961 | 1970 | 1980 | 1991 | 2001 | 2011 | 2021 |
| -------------- | ---- | ---- | ---- | ---- | ---- | ---- | ---- | ---- | ---- | ---- | ---- | ---- | ---- | ---- | ---- |
| Počet obyvatel | 201  | 177  | 190  | 205  | 191  | 190  | 214  | 111  | 203  | 207  | 322  | 403  | 421  | 360  | 398  |
| Počet domů     | 30   | 30   | 32   | 32   | 33   | 33   | 35   | 26   | 51   | 49   | 54   | 74   | 75   | 84   | 94   |

## Obecní správa
Mezi lety 1850–1923 patřilo Záchlumí jako osada obce k Víchovu v okrese Stříbro. V letech 1923–1979 bylo obcí v okrese Stříbro (1923–1950) a později v okrese Tachov. Od 1. ledna 1980 do 23. listopadu 1990 patřil jako část města k Stříbru a od 24. listopadu 1990 je opět samostatnou obcí.

### Obecní symboly
Znak a vlajka byly obci uděleny rozhodnutím předsedy Poslanecké sněmovny Parlamentu České republiky dne 22. října 2008.

## Turistika
Obcí a jejím okolím prochází několik cyklotras. Přístupné lesy lze využít k procházkám podél Petrského potoka nebo kolem mohylových pohřebišť a bájného Čertova kamene do vedlejší vesnice Kšice. Nedaleký Víchovský rybník nabízí na svých březích možnost stanování. Lesy okolo Záchlumí, především směrem na Kšice skýtají hojnost hub a lesního ovoce – především borůvek. 
Pro svou nadmořskou výšku okolo 500 metrů a geografickým podmínkám je v Záchlumí dostatek sněhu pro mnohé zimní sporty. K sáňkování se používá kopec s místním odstrašujícím názvem „Smrtelka“. Za vhodných podmínek se dá po okolí dobře běžkovat. 

## Služby a kultura
Ve vsi funguje obchod se smíšeným zbožím, mateřská a základní škola, restaurace. Obec je plynofikovaná. Většina obyvatel je připojena na kanalizaci – ČOV v jižní části obce. V obci je veřejný vodovod, ostatní obyvatelé mají vlastní studny. V obci se každoročně pořádají akce, mezi které patří například Dětský den nebo Vítání adventu. V obci funguje také místní knihovna. Začátkem září se pořádá již tradiční Slavnost Panny Marie, kdy je veřejnosti zpřístupněn i místní kostel.

## Záchlumí a místní názvy

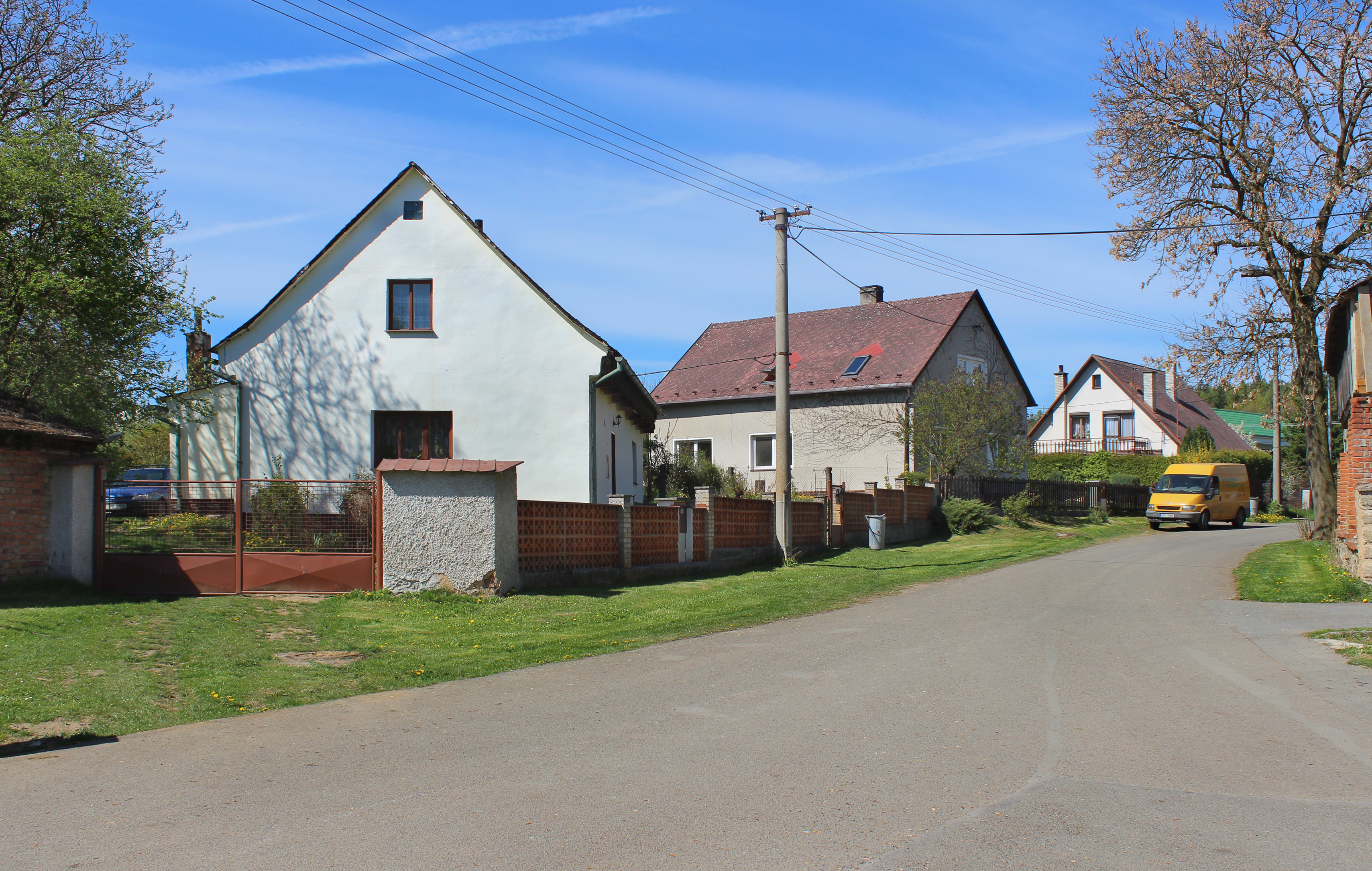

V Záchlumí se užívá několik pomístních názvů. Pro zástavbu domů z osmdesátých let 20. století se používá název Nové Záchlumí, někteří mu říkají Beverly, nebo Milionářská čtvrť.
Pro původní zástavbu domů se používá název Staré Záchlumí, pro zástavbu dvojdomků z 50. let nejčastěji Rafanda. Název Rafanda si vykládají místní každý jinak. Jedni říkají, že tomu dali název proto, že se zde lidé hádali – tedy rafali, jiní že tomu dali název proto, že zde štěkali nikoli lidé, ale psi.
V Jižní části obce se užívají spíše názvy lokální – „U Bytovek“, „U Kulturáku“, „Na návsi“, „U školky“, „U hřiště“. Odloučená část obce blíže ke Stříbru uvedená na Jízdním řádu jako Ústřední dílny se pomístně nazývá „Ókáčko“ (funguje zde továrna O.K. Záchlumí neboli Opravy a kovovýroba).

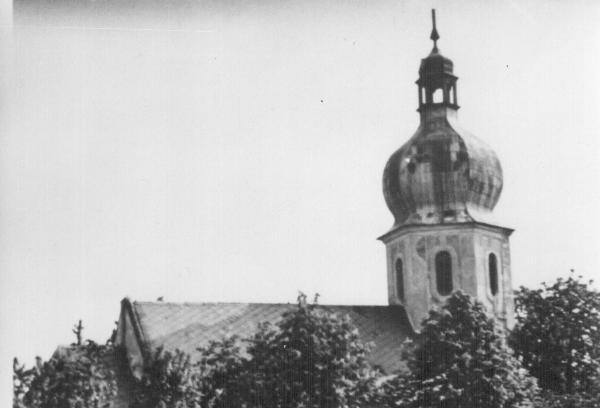
Kostel Narození Panny Marie první polovina 20. století

Zajímavé je, že se zde ještě v roce 1946 používala celá řada názvu. Většina z nich německých, avšak některé s českým původem. Např. Golabargh, Gschtelka, Pouska, Hurka, Tschertovka atd. Tyto názvy však vzaly za své a po odsunu německého obyvatelstva pomalu vymizeli ze slovníků místních.

## Pamětihodnosti

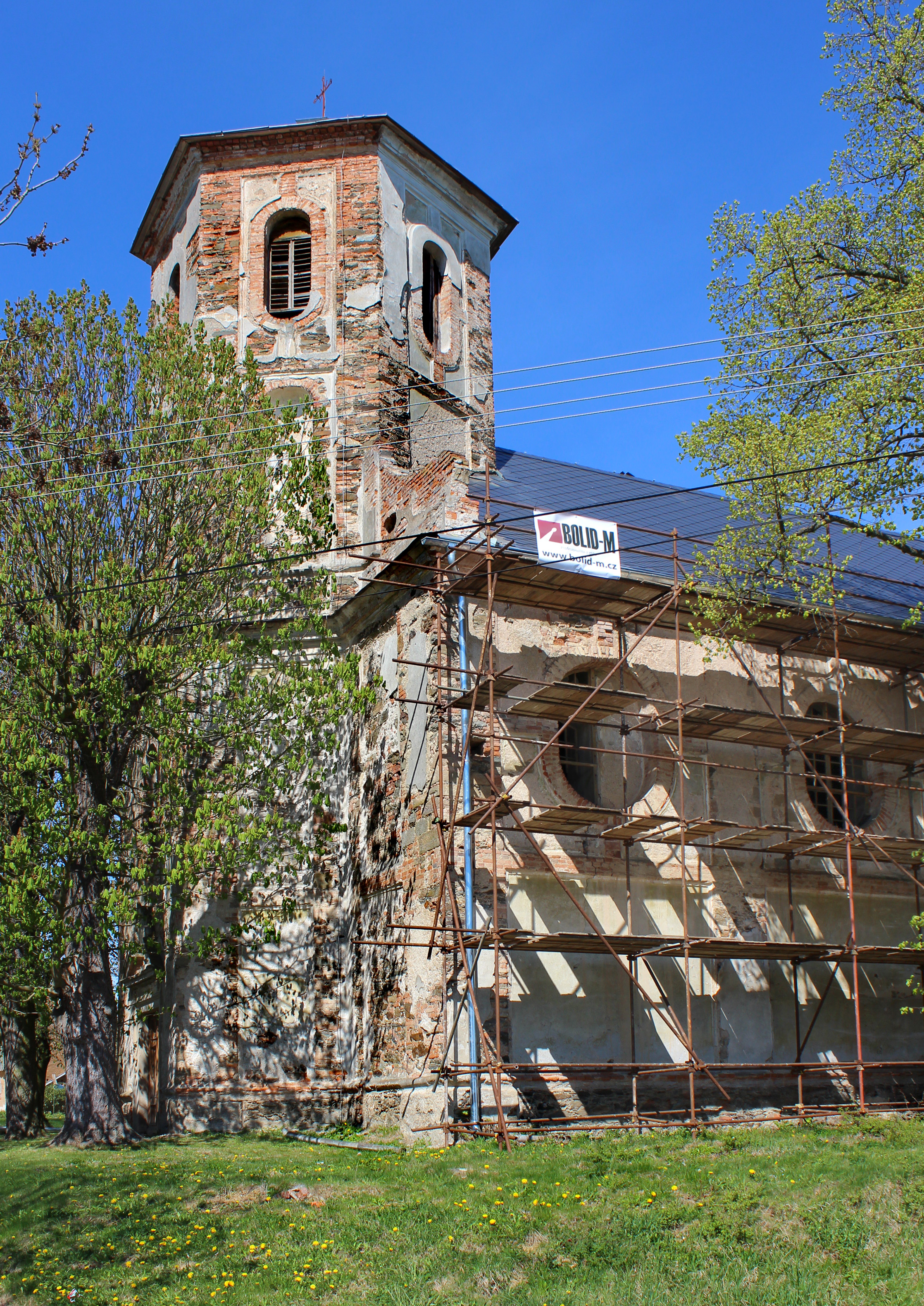
Kostel Panny Marie

Ve vsi se nachází barokní kostel Narození Panny Marie. Původně byl ve vsi gotický kostel, který byl patrně zničen při první devastaci vsi. Anebo pobořen při útoku Švédů za Třicetileté války. V letech 1699-1701 byl znovu zbudován a přestavěn Zuzanou Antonií hraběnkou z Vrtby do barokního stylu. Věž však byla přistavěna až v roce 1838. V padesátých letech 20. století byl uzavřen kvůli borcení krovů a už jen chátral. Báň byla snesena z věže v roce 1993. Od roku 2021 je v majetku obce, která postupně pracuje na jeho opravě. V kostele se dochovala část vybavení. V 80. letech byly odvezeny dva zvony, větší z roku 1540, menší 1883. 
Kol vsi byly tři křížky. Žádný se nedochoval. Při cestě ke hřbitovu byl obnoven dřevěný křížek s obrázkem Panny Marie.
Ve vsi se nachází starý poplužní dvůr, který je v soukromém vlastnictví. Jde o pozoruhodnou ukázku selské architektury 19. století. 
V letech 2012–2013 proběhla rozsáhlá rekonstrukce domu čp. 17. V této budově se nyní nachází obecní úřad, společenský sál a knihovna. Z původních usedlostí vystavěných v selském baroku se dnes nic nedochovalo, neboť byly zbořeny a nahrazeny bytovou zástavbou v jižní části obce.
Nedaleko obce v lese se nachází Čertův kámen opředený mnoha pověstmi. Zhruba třicet metrů napravo od křižovatky Slavice-Cebiv se nachází zajímavý terénní relikt připomínající tvrz. V okolí obce se těžila železná ruda, odtud německý název vsi Eisenhüttl (Železná Huť).

## Galerie

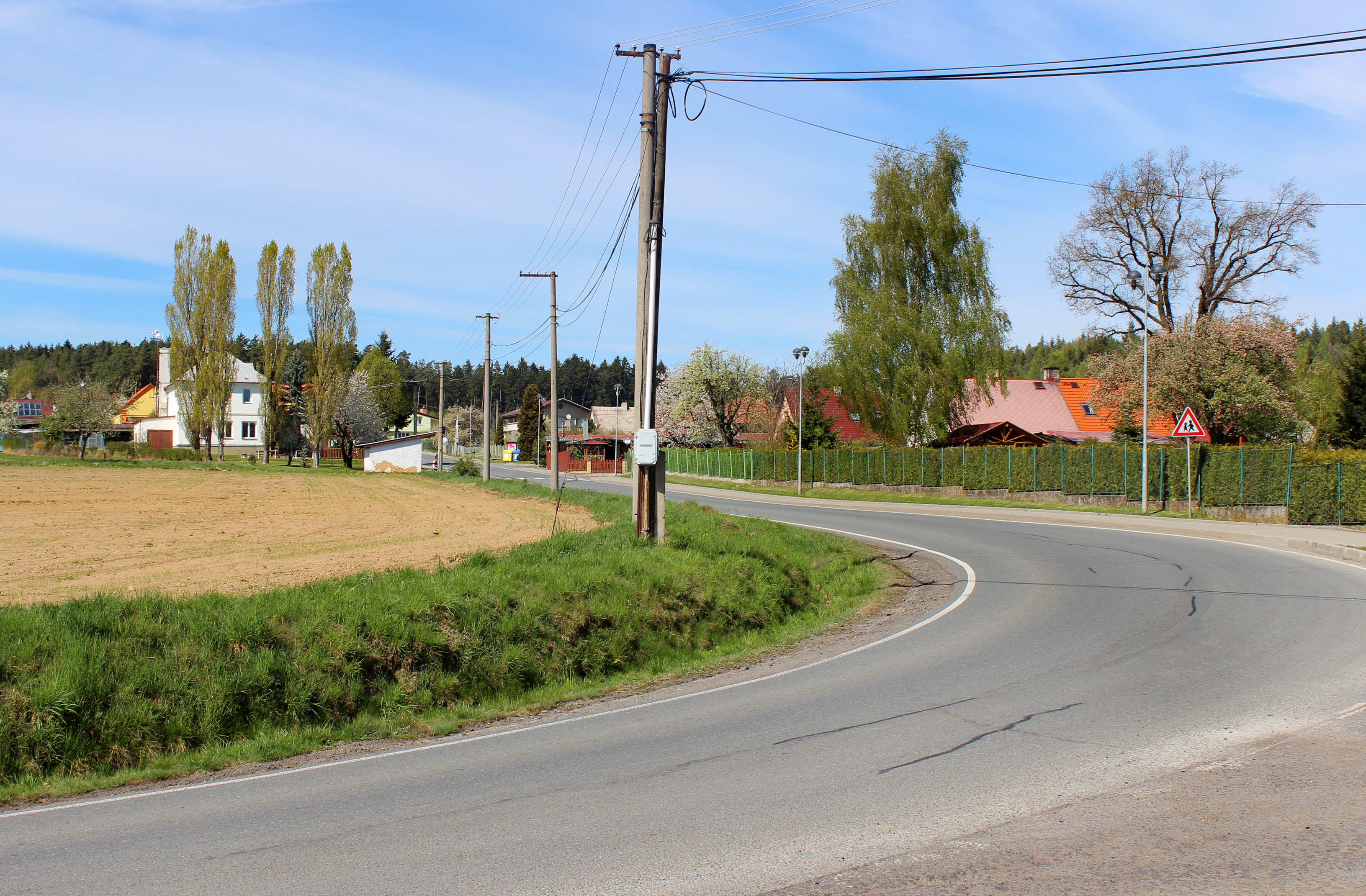
Silnice II/202 na jihu obce
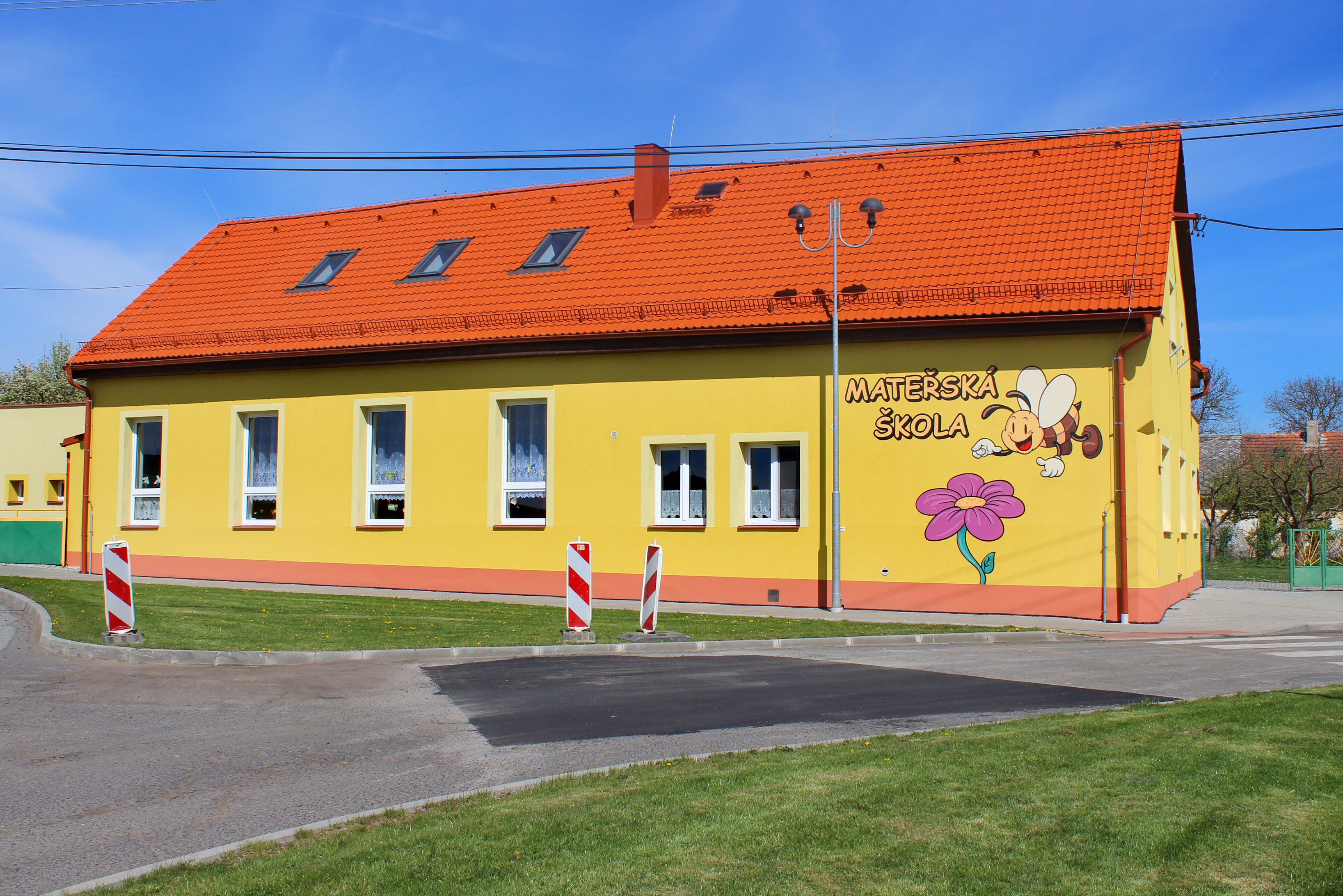
Mateřská škola
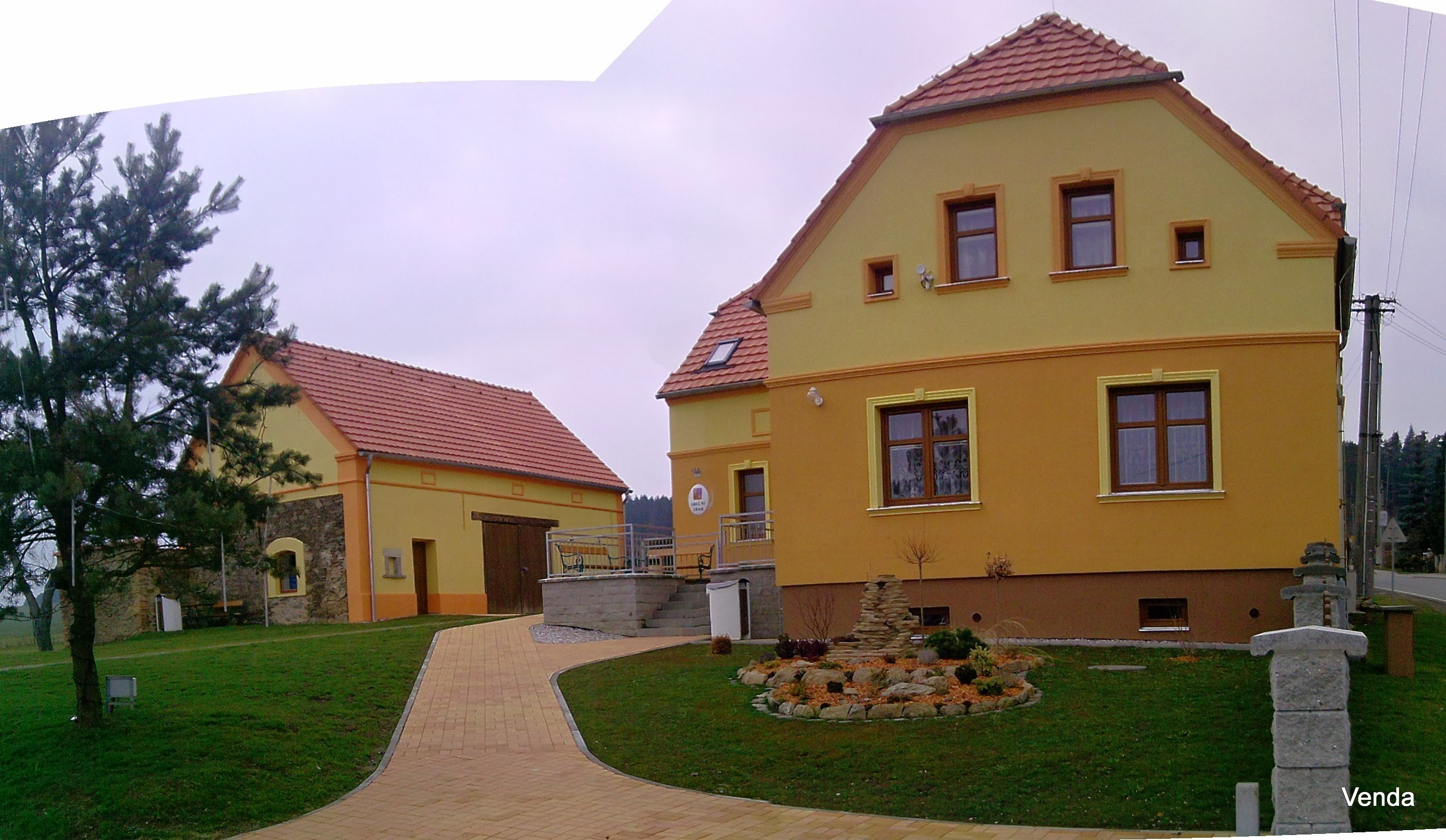
Obecní úřad, čp. 17.
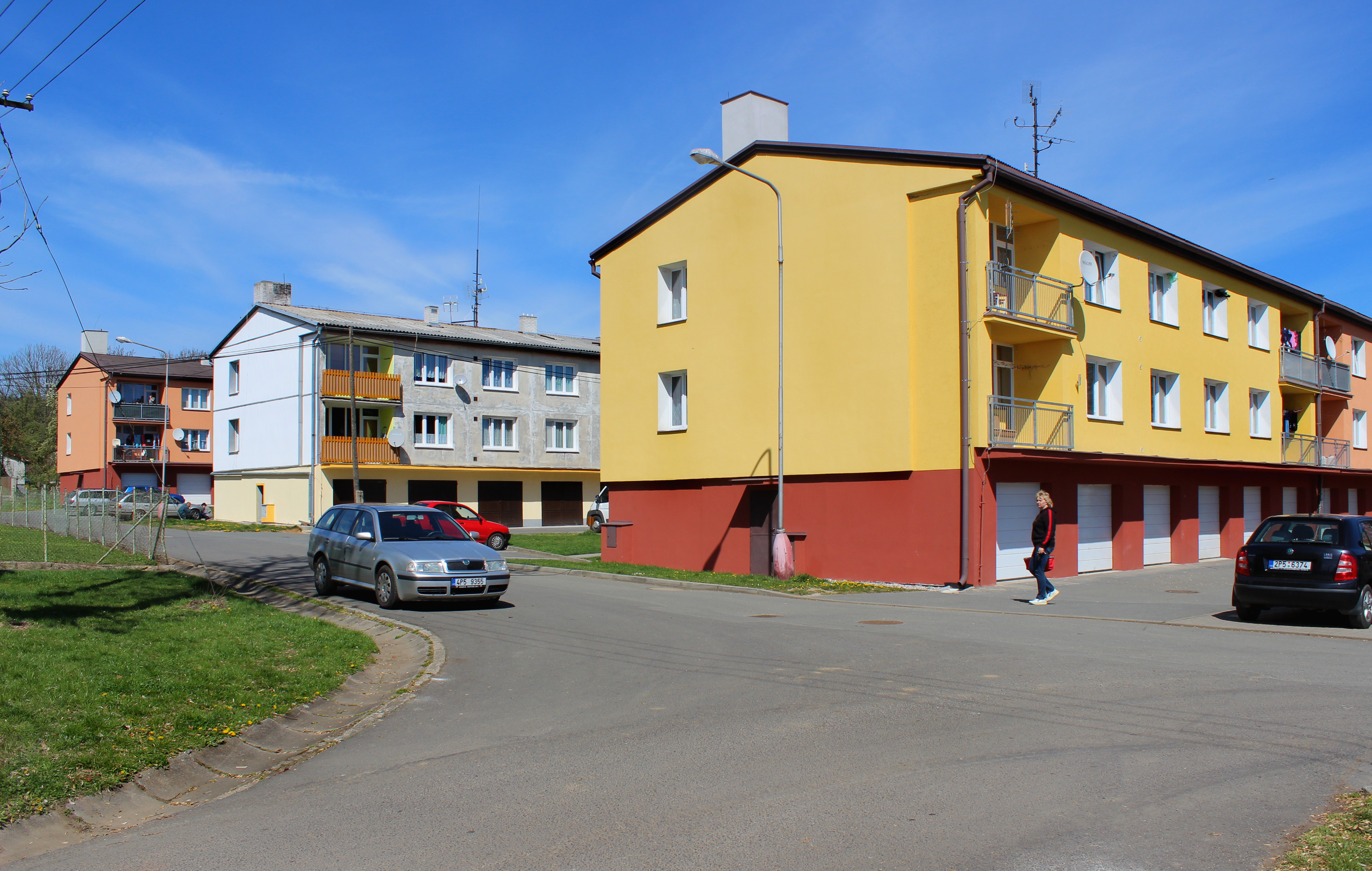
Bytovky ve východní části intravilánu vesnice